# Аксёнов, Александр Александрович (офицер)
Александр Александрович Аксёнов (1984, Саратов — 17 сентября 2022, под Волновахой, Донецкая область, Украина) — российский военнослужащий, подполковник, заместитель командира 18-й бригады армейской авиации 11-й Краснознамённой армия ВВС и ПВО. Герой России (2022; посмертно).

## Биография
Александр Александрович Аксёнов родился в 1984 году в семье военного Александра Юрьевича Аксёнова, который впоследствии погиб 26 августа 2003 года на Северном Кавказе.
Принял участие в российском вторжении на Украину. 17 сентября 2022 года вертолёт Ка-52, который пилотировал Аксёнов, был сбит под Волновахой, Донецкая область Украина. Аксёнов и его штурман погибли. Похоронен 27 сентября 2022 года в Саратове на Елшанском кладбище.

## Награды
- Герой России (14 ноября 2022 года; посмертно[2])
- Почётный гражданин города Саратова (28 июля 2023 года; посмертно)[8]

## Память
- 9 декабря 2022 года школе в селе Восточное (Хабаровский край) присвоили имя Аксёнова, также была установлена памятная доска[5].
- Его имя планируют занести в Книгу Памяти Саратовской области[2].
- Сквер имени Героя России А. А. Аксёнова в Саратове[9].
- В 2023 году на Ельшанском кладбище города Саратов был установлен мемориальный комплекс на могиле героя России Аксенова Александра Александровича